# Don Troiani
Don Troiani  (né à New York le 16 juin 1949) est un peintre d'histoire et de batailles et un illustrateur américain. 

## Biographie
À la suite d'un voyage familial effectué  à Paris en 1961 et lors duquel il découvre au musée des Invalides les tableaux d'Édouard Detaille, peintre qui le fascine et qu'il considère comme le plus grand des peintres d'histoire militaire et de batailles, Don Troiani décide de se lancer dans une carrière artistique et à cette fin, il entre en 1967 à la Pennsylvania Academic of Art de Philadelphie pour apprendre la peinture et le dessin. Il se heurte parfois à ses enseignants qui privilégient l'art abstrait alors qu'il désire peindre de manière réaliste mais il obtient son diplôme en 1971. 
Passionné par l'histoire militaire de son pays, celle-ci lui offre un sujet d'inspiration quasi exclusif. La guerre de Sécession l'intéresse particulièrement et il réalise sur ce thème de très nombreuses toiles, tant sur les batailles que les uniformes et les personnages. Très exigeant avec l'authenticité, il réunit une impressionnante collection d'objets militaires et de livres (plus de 2000 volumes sur la guerre de Sécession) sur laquelle il appuie ses travaux. Ses œuvres sont exposées dans la plupart des musées historiques ou militaires des États-Unis (North Carolina Museum of History, West Point Museum...) ainsi que dans des organismes gouvernementaux tel le Pentagone. Il collabore auprès de nombreuses revues et publications: American Heritage Magazine, Time-Life books, Smithsonian Magazine, et travaille occasionnellement pour la télévision et le cinéma (Retour à Cold Mountain).
Outre Detaille, Don Troiani est influencé par les tableaux de Jean-Louis-Ernest Meissonier, de Carl Röchling et dans une moindre mesure par ceux d'Alphonse de Neuville.